# Arctia continua
Arctia continua là một loài bướm đêm thuộc phân họ Arctiinae, họ Erebidae.